# Aleksandra Muszyńska
Aleksandra Muszyńska (ur. 1 września 1915 w Brzezinach, zm. 7 lipca 1981 w Łodzi) – polska nauczycielka, działaczka krajoznawcza, działaczka PTTK.

## Nauka i praca
Ukończyła Państwowe Konserwatorium Muzyczne w klasie skrzypiec, wydział prawa Uniwersytetu Łódzkiego i Państwowe Pedagogium w Łodzi. 
Pracę nauczycielską rozpoczęła w Szkole Specjalnej nr 59 dla dzieci upośledzonych, w latach następnych pracowała w Technikum Włókienniczym nr 1 i w Zespole Szkół Energetycznych w Łodzi. Na emeryturę przeszła w 1972.

## Działalność społeczna pozazawodowa
Członkiem PTTK została w 1969. Głównym polem jej działalności była turystyka i krajoznawstwo wśród młodzieży szkolnej.
W Szkolnym Wojewódzkim Ośrodku Krajoznawczo-Turystycznym była instruktorką. W Zarządzie Okręgu Związku Nauczycielstwa Polskiego była opiekunką sekcji turystycznej.
Organizowała i prowadziła bibliotekę krajoznawczo-turystyczną w Szkolnym Wojewódzkim Ośrodku Krajoznawczo-Turystycznym, a następnie w Polskim Towarzystwie Schronisk Młodzieżowych PTSM. W latach 1969–1974 była sekretarzem Oddziału Nauczycielskiego PTTK w Łodzi. Była organizatorką wycieczek krajoznawczych i turystycznych dla członków tego Oddziału i młodzieży szkolnej. Opracowywała wzorcowe trasy.

## Miejsce spoczynku
Zmarła 7 lipca 1981 w Łodzi. Pochowana na Starym Cmentarzu przy ul. Ogrodowej w Łodzi.

## Odznaczenia
- Złoty Krzyż Zasługi
- Złota Odznaka PTSM
- Srebrna Honorowa Odznaka PTTK